# 弗吕日耶尔勒潘
弗吕日耶尔勒潘（法語：Frugières-le-Pin，法語發音：[fʁyʒjɛʁ lə pɛ̃]）是法国上卢瓦尔省的一个市镇，属于布里尤德区。

## 地理
弗吕日耶尔勒潘（45°16'5"N, 3°29'17"E）面积11.57 平方千米，位于法国奥弗涅-罗讷-阿尔卑斯大区上盧瓦爾省，该省份为法国中南部省份，北起多姆山省和卢瓦尔省，西接康塔爾省，南至洛泽尔省，东临阿尔代什省。
与弗吕日耶尔勒潘接壤的市镇（或旧市镇、城区）包括：多梅拉、雅沃格、拉沃迪约、杜隆河畔圣迪迪耶、圣普雷热阿尔芒东、瓦尔斯勒沙斯泰勒。

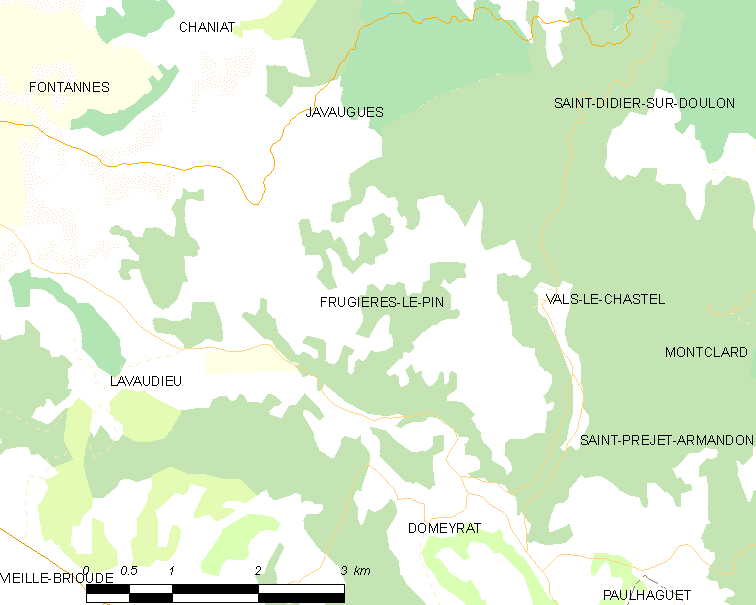
弗吕日耶尔勒潘的OSM定位图

弗吕日耶尔勒潘的时区为UTC+01:00、UTC+02:00（夏令时）。

## 行政
弗吕日耶尔勒潘的邮政编码为43230，INSEE市镇编码为43100。

## 政治
弗吕日耶尔勒潘所属的省级选区为拉法耶特地区县。

## 人口

1962-2008年间弗吕日耶尔勒潘人口变化图示

弗吕日耶尔勒潘于2022年1月1日时的人口数量为182人。